# Carl Möhner
Carl Möhner (Vienna, 11 agosto 1921 – McAllen, 14 gennaio 2005) è stato un attore austriaco, attivo tra gli anni cinquanta e la prima metà degli anni settanta.

## Biografia
Il suo primo ruolo importante fu quello di Joe "lo svedese" nel noir Rififi (1955), diretto da Jules Dassin, con il quale lavorò anche nel successivo Colui che deve morire (1957). Negli anni seguenti lavorò soprattutto in Inghilterra, partecipando a film quali L'isola dei disperati (1958) di Val Guest e Affondate la Bismarck! (1960) di Lewis Gilbert.
Nel 1958 si cimentò anche nella regia e sceneggiatura con Istanbul macerasi, un'esperienza che ripete successivamente con La città vietata (1962).
Negli anni sessanta lavorò anche in Italia e in Spagna. Negli anni settanta diradò la sua attività fino a concludere la propria carriera nel 1976 con Una donna alla finestra di Pierre Granier-Deferre.

## Filmografia

### Attore
- Vagabondi dell'amore (Vagabunden), regia di Rolf Hansen (1949) (non accreditato)
- Pünktchen und Anton, regia di Thomas Engel (1953)
- L'ultimo ponte (Die letzte Brücke), regia di Helmut Käutner (1954)
- Rififi (Du rififi chez les hommes), regia di Jules Dassin (1955)
- Die Geierwally, regia di Frantisek Cáp (1956)
- Wo die alten Wälder rauschen, regia di Alfons Stummer (1956)
- Weißer Holunder, regia di Paul May (1957)
- Colui che deve morire (Celui qui doit mourir), regia di Jules Dassin (1957)
- L'isola dei disperati (The Camp on Blood Island), regia di Val Guest (1958)
- Passionate Summer, regia di Rudolph Cartier (1958)
- Behind the Mask, regia di Brian Desmond Hurst (1958)
- Zurück aus dem Weltall, regia di Georges Friedland (1959)
- Affondate la Bismarck! (Sink the Bismarck!), regia di Lewis Gilbert (1960)
- Le rotaie della morte (The Challenge), regia di John Gilling (1960)
- The Kitchen, regia di James Hill (1961)
- La città vietata (Inshalla) (1962) - anche regia e sceneggiatura
- Il crollo di Roma, regia di Antonio Margheriti (1963)
- Jim il primo, regia di Sergio Bergonzelli (1964)
- Der Fluch der grünen Augen, regia di Ákos Ráthonyi (1964)
- 30 Winchester per El Diablo, regia di Gianfranco Baldanello (1965)
- L'uomo di Toledo, regia di Eugenio Martín (1965)
- L'uomo dalla pistola d'oro, regia di Alfonso Balcázar (1965)
- Der Mörder mit dem Seidenschal, regia di Adrian Hoven (1966)
- Carmen Baby (Carmen, Baby), regia di Radley Metzger (1967)
- Senza di loro l'inferno è vuoto (Hell Is Empty), regia di John Ainsworth e Bernard Knowles (1967)
- Il più grande colpo della malavita americana (Dynamit in grüner Seide), regia di Harald Reinl (1968)
- Superspia K (Assignment K), regia di Val Guest (1968)
- Radhapura - Endstation der Verdammten, regia di Hans Albin (1968)
- L'ultimo mercenario (Die grosse Treibjagd), regia di Dieter Müller (1968)
- Birdie, regia di Hubert Frank (1971)
- Zu dumm zum..., regia di Henry van Lyck (1971)
- Der neue heiße Sex-Report - Was Männer nicht für möglich halten, regia di Ernst Hofbauer (1971) (non accreditato)
- Fraulein in uniforme (Eine Armee Gretchen), regia di Erwin C. Dietrich (1973)
- Dudino il supermaggiolino (Ein Käfer auf Extratour), regia di Rudolf Zehetgruber (1973)
- Agente Callan, spara a vista (Callan), regia di Don Sharp (1974)
- 67 giorni, la repubblica di Uzicka (Užička republika), regia di Živorad Žika Mitrović (1974)
- Ti darò un posto all'inferno, regia di Paolo Bianchini (1974)
- Baby Sitter - Un maledetto pasticcio (Jeune fille libre le soir), regia di René Clément (1975)
- Una donna alla finestra (Une femme à sa fenêtre), regia di Pierre Granier-Deferre (1976)

### Regista
- Istanbul macerasi (1958)
- La città vietata (Inshalla) (1962)

## Doppiatori italiani
- Giuseppe Rinaldi in Rififi, L'uomo dalla pistola d'oro
- Renato Turi in Affondate la Bismarck!
- Emilio Cigoli in Il crollo di Roma
- Pino Locchi in 30 Winchester per El Diablo
- Silvano Tranquilli in Jim il primo